# 交響曲第1番 (フルトヴェングラー)
交響曲第1番ロ短調は、ヴィルヘルム・フルトヴェングラーにより作曲された、10代の頃の習作「交響曲ニ長調」（第1楽章のみ完成・現存）に続く、事実上2番目の交響曲である。

## 作曲の経緯
フルトヴェングラーは、1903年に、ミュンヘンのカイム管弦楽団を指揮してデビューした。この時、ブルックナーの交響曲第9番とあわせて『ラルゴ』と題した、演奏時間13分程度の自作曲を発表した。（この曲は『アダージョ』と呼ぶ場合もある）この『ラルゴ』の主要主題を活用し、さらに拡大させる形で『交響曲第1番』の作曲が開始され、1943年に完成した。なお、『ラルゴ』は、事実上、『交響曲第1番』の第1楽章の原型となったが、冒頭に提示される旋律を除き、楽曲の構成はまったく異なる。（なお、この『ラルゴ』の日本初演は1995年、野口剛夫指揮、東京フルトヴェングラー研究会管弦楽団により行われている。）

## 初演
1943年、作曲者指揮、ベルリン・フィルハーモニー管弦楽団で初演が行われる予定であったが、第1回目のリハーサル直後に作曲者自ら撤回。結局作曲者の生前には演奏されず、一時期は存在しなかったかのように扱われたり、「未完成である」とまでいわれたが、1991年4月27日、アルフレート・ヴァルター指揮、フィルハーモニア・フンガリカによって初演された（その2年前に録音されている）。
日本初演は、2002年6月22日、ゲオルゲ・アレクサンダー・アルブレヒト指揮、ヴァイマール・シュターツカペレによって行われた。

## 作品の内容
ブルックナーの影響の濃い、後期ロマン派の流れを汲んだ作品である。全曲約75分。

### 第1楽章　Largo
ロ短調、4分の4拍子、自由なソナタ形式。冒頭、弦楽器が小刻みに上昇する音形を繰り返し、旧作『ラルゴ』から引き継いだ、堂々とした旋律が提示される。金管群が咆哮し、属音上の空五度で力を弱め、弦楽器に緩やかに流れる第1主題が現れ、クラリネットが答える。この主題の音形は、弦楽器のリズミカルな動きの上で金管にも現れ、静かになって弦楽器に薄明るい第2主題が現れる。この主題はしばらく展開され、弦楽器によるしつこい動きの上で金管が咆哮し、弦楽器の上行音形の頂点でニ長調の明るい合唱風の旋律（｢第九」の「歓喜の歌」の旋律の前半の縮小形にも聞こえる）がホルンとトランペットで高らかに響く。すぐにこの旋律も展開され、冒頭の管楽器の下降音形がかえってくる。展開部に入り、ゆったりと様々な楽器に旋律を受け渡しながら進み、そのままいつの間にか再現部に入る。ただし主題の再現というよりは展開部の続きといった感じである。そして再びニ長調の旋律で頂点を築くと、楽章冒頭の音楽が回帰し、断ち切られるようにして静かになる。弦楽器が揺れ動き、フルート・ソロがニ長調の旋律の断片と冒頭の下降音形を吹き、弦楽器と木管が静かに動き回り、フルートの保続音の中で弦楽器がユニゾンでロ音を切れ切れに奏し、消えてゆく。演奏時間30分。

### 第2楽章　Scherzo
嬰ヘ短調、4分の2拍子。弦楽器のピッツィカートの上でフルートに流れるような主題が現れる。もう一つの下降する旋律も現れ、いったん頂点を築き、木管に16分音符で動き回る旋律が現れる。強烈なクレッシェンドの頂点で全合奏でこの旋律を奏し、再び楽章冒頭の音楽がかえってくる。やや展開部風になり、3つの旋律が様々な形で現れ、力強く終わる。演奏時間約9分。

### 第3楽章　Adagio
ト長調、4分の4拍子、弦楽器に暖かみのある主題が現れる。この旋律は展開され、様々な旋律が顔を出し、木管の3連符や、弦楽器の「歓喜の歌」の旋律の後半を縮小したような旋律に導かれ、金管楽器にコラール風に冒頭の主題が現れ、最初の頂点となる。弦楽器に再び現れ、展開されてゆき、幾度か強烈な頂点を築き、チェロのソロが現れ、木管が答え、弦楽合奏となり、フルートの先導で木管の優しい和音が鳴り、静かに終わる。演奏時間約16分。

### 第4楽章　Moderato assai
ロ短調、2分の2拍子、自由なソナタ形式。木管の8分音符で繰り返される音形の上で金管に下降する英雄的な主題があらわれ、弦楽器も加わる。最初の頂点をすぎると、木管にゆったりと流れる、第2主題が現れる。弦楽器に忙しく動き回る旋律が現れ、展開部に入る。幾度も頂点を築き、再び金管が第1主題を叫び、再現部に入る。第2主題も現れ、トランペットが息の長い旋律を吹き、これまで幾度か築いて来た頂点で、期待されつつ達成されなかったロ長調への転調がここで初めて行われ、感動的なコラールが響き渡り、トランペットが長く引っ張る属音の下でロ長調の属和音がたたかれ、木管のトリルが聞こえ、ティンパニのロールに全合奏で叩き付ける属和音が応え、歓喜の中でロ長調主和音を叩き付けて終結する。演奏時間約26分。

## 楽譜の改変
アルフレート・ヴァルターは、録音に当たって第4楽章のコーダの譜面を改変している。最後のコラールに本来その場面では使われていなかった（他の部分で登場した）シンバルが加わり、最後の和音に至るまでトライアングルが鳴り続ける。和音を打つ回数も増え、本来の譜面では第1拍目で終わる男性終止であるのに対し、こちらは最後の和音をフェルマータにしている。

## 出版
ドイツ・ベルリンのリース&エルラー（Ries & Erler）社から、ゲオルゲ・アレクザンダー＝アルブレヒトの監修のもとに『フルトヴェングラー作品全集』が刊行されており、その第1巻として、『交響曲第1番』のスコアが出版された。